# Dancing on the Edge
Dancing on the Edge är en brittisk TV-serie från 2013. Serien hade premiär på BBC Two den 4 februari 2013. Den handlar om ett jazzband i London under tidigt 1930-tal.

## Rollista (i urval)
- Louis Lester - Chiwetel Ejiofor
- Stanley Mitchell - Matthew Goode
- Jessie - Angel Coulby
- Lady Lavinia Cremone - Jacqueline Bisset
- Arthur Donaldson - Anthony Head
- Walter Masterson - John Goodman
- Julian Luscombe - Tom Hughes
- Carla - Wunmi Mosaku
- Pamela Luscombe - Joanna Vanderham
- Rosie - Jenna-Louise Coleman
- Sarah - Janet Montgomery
- Schlesinger - Mel Smith
- Mr Wax - Allan Corduner
- Josephine/Sarah - Laura Haddock
- D.I. Horton - David Dawson
- Leopold - Jack Donnelly
- Prins George - John Hopkins
- Prinsen av Wales - Sam Troughton
- Henry Talbot - Matthew Goode